# Wolfersheim
Wolfersheim (im örtlichen Dialekt Wulwaschom) ist ein Stadtteil von Blieskastel im Saarpfalz-Kreis, Saarland. Bis Ende 1973 war Wolfersheim eine eigenständige Gemeinde im Landkreis Sankt Ingbert.
Das Ortsbild bekam mehrfach nationale und internationale Auszeichnungen, unter anderem 2004 bei Unser Dorf hat Zukunft bzw. Unser Dorf soll schöner werden.

## Geographie
Wolfersheim liegt im Südosten des Saarlandes inmitten des UNESCO Biosphärenreservates Bliesgau, rund 6 km südwestlich von Blieskastel am östlichen Hang des Kalbenberges (384,8 m ü. NHN) auf einer Höhe von 276 m ü. NHN.

## Geschichte
Auf dem Höhenrücken zwischen Wolfersheim und Rubenheim befindet sich eine Grabhügelgruppe mit insgesamt 33 Grabhügeln der Hallstattzeit. Hier wurde 1987 das Skelett eines 2 großen Mannes gefunden, der als Keltischer Riese bezeichnet wird.
Wolfersheim wurde 1274 erstmals urkundlich erwähnt. Der Ortsname wird als Heim eines Wolfhari gedeutet; entsprechend wurde in neuerer Zeit die Hauptstraße des Ortes benannt. Im späten Mittelalter gehörte das Dorf mehreren Besitzern, darunter waren die Klöster Hornbach, Gräfinthal und Wadgassen. Seit 1453 war der Herzog von Pfalz-Zweibrücken der Landesherr.
1547 zählte Wolfersheim 16 Bauern, nach dem Dreißigjährigen Krieges (1618–48) nur noch zwei.
1778 vertauschte Pfalz-Zweibrücken Wolfersheim, Herbitzheim und einen Anteil an Rubenheim an den Freiherrn von Cathcart, der Wolfersheim behielt und Herbitzheim wie auch den Anteil an Rubenheim wenige Tage darauf der Gräfin Marianne von der Leyen verkaufte.
Im Rahmen der saarländischen Gebiets- und Verwaltungsreform wurde die bis dahin eigenständige Gemeinde Wolfersheim am 1. Januar 1974 der Stadt Blieskastel zugeordnet. Wolfersheim ist seitdem ein Stadtteil und ein Gemeindebezirk.

## Religion

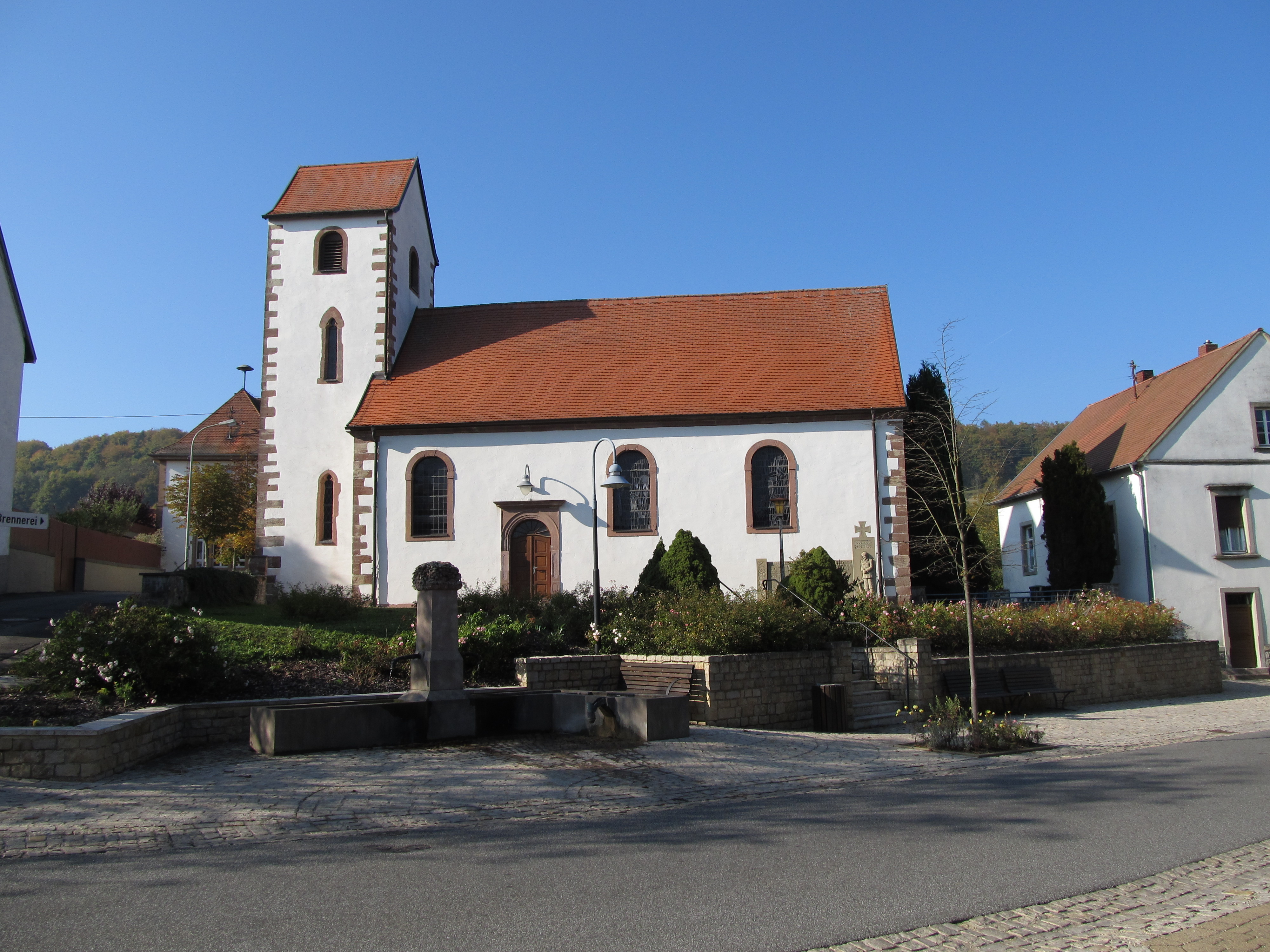
Protestantische Kirche in Wolfersheim

Die Einwohner von Wolfersheim sind zu 90 % evangelisch. Den Dorfkern bildet die protestantische Kirche, die aus dem 14. Jahrhundert stammt. Vor der Kirche befindet sich einer der zahlreichen Dorfbrunnen, die mit Steinbildhauerarbeiten geschmückt sind.

## Politik
Ergebnis der Bundestagswahl vom 24. September 2017.
Erststimme
- CDU: 22,4 %
- SPD: 42,2 %
- DIE LINKE: 9,3 %
- GRÜNE: 7,5 %
- AFD: 4,9 %
- FDP: 3,4 %
- ANDERE: 10,3 %

Die Wahlbeteiligung lag bei 84,8 %.
Ortsvorsteher von Wolfersheim ist Matthias Seel (CDU).

## Sonstiges

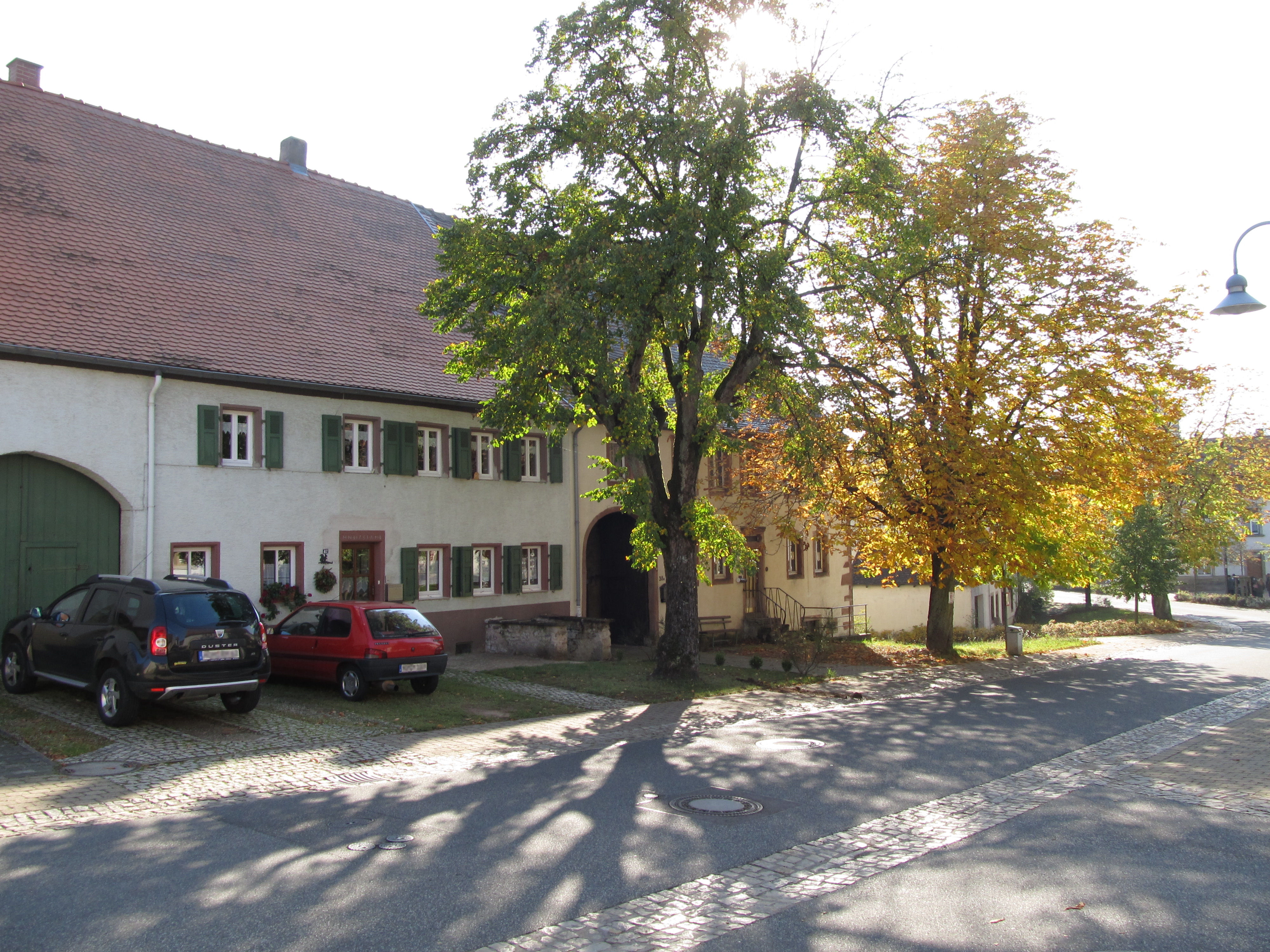
Bauernhäuser in Wolfersheim

- Der Ort hat viele Nuss- und Kastanienbäume sowie Streuobstwiesen.
- Viele der alten Bauernhäuser aus dem 19. und 20. Jahrhundert sind in den letzten Jahrzehnten restauriert worden, so dass der Ort seinen ursprünglichen Charakter beibehalten hat.
- Beim Wettbewerb Unser Dorf soll schöner werden – Unser Dorf hat Zukunft holte Wolfersheim 2003 Gold auf Landesebene und 2004 Gold auf Bundesebene.
- Auf dem Höhenrücken bei Wolfersheim befindet sich eine Grabhügelgruppe der Hallstattzeit (etwa 800–500 v. Chr.).